# Stefan Marcinkiewicz
Stefan Marcinkiewicz (ur. 29 lipca 1924 w Suwałkach, zm. 28 kwietnia 2003 w Ełku) – piłkarz i wieloletni trener "Mazura" Ełk, jeden z założycieli Klubu Sportowego "Atom" Ełk (zarejestrowany jako Kolejowy Klub Sportowy Ełk). Najbardziej utytułowany trener w klasie okręgu/województwa białostockiego. Z zawodu maszynista, kolejarz i zawiadowca lokomotywowni na Wąskim Torze.

## Życiorys
Urodził się w Suwałkach, gdzie spędził dzieciństwo i młodość wraz z matką – Anną i siostrą – Jadwigą. Rodzina wynajmowała jedną izbę w drewnianym domu przy ul. Szkolnej 52. Uczęszczał do Szkoły Powszechnej w Suwałkach. W 1942 roku bezskutecznie ukrywał się przed wywiezieniem "na roboty" do Niemiec. Z datą 19 czerwca 1942 r. zapisał w swoich notatkach:  
„Dnia tego byłem zmuszony spać u kolegi bo po ósmej naszedłem na patrol policyjny chcieli mnie aresztować i gdybym nie uciekł z pewnością bym już nie był na wolności.”
Po pojmaniu pracował na kolei w Korszach (w ówczesnych Prusach Wschodnich). Latem 1945 r. w poszukiwaniu pracy na kolei trafił do Ełku.  Tak opisywał swoje przybycie do Ełku:  
"Pierwszy dzień wolności zastał mnie w Suwałkach. Kilka dni później jeden z kolegów powiedział, że w Ełku potrzebują ludzi do pracy na kolei. Szczęśliwie Węzeł PKP nie został mocno zniszczony. Chciałem być kolejarzem. Nie zastanawiając się poszedłem na piechotę do Ełku. Wędrowałem na bosaka, trzeba było szanować buty. Pod Ełkiem umyłem nogi w jeziorze i z pełnym fasonem stawiłem się do pracy." 
Od 1 lipca 1945 roku znalazł zatrudnienie w Parowozowni Kolei Dojazdowych w Ełku. W 1946 roku ożenił się z Krystyną (z domu Sosnowską). W tym samym roku wraz z grupą kolegów kolejarzy zaangażował się w działalność sportową, która trwała do 2003 roku. Formalnie na emeryturę kolejową przeszedł w 1983 r., ale oficjalnie i hucznie zakończył karierę trenerską 20 lat później (05.04.2003 r.). Zmarł niespodziewanie w niespełna 3 tygodnie później. Zostawił żonę, trzech synów i siedmioro wnucząt.

## Działalność sportowa
W 1946 r. był jednym z założycieli KS Atom Ełk, który przyjął początkowo nazwę  Kolejowy Klub Sportowy Ełk (poprzednik obecnego klubu MKS Mazur Ełk).          
"Byłem jednym z pierwszych, którzy zawędrowali tuż po wojnie do Ełku. Okazało się, że niektórzy z kolegów kiedyś kopali piłkę i w 1946 roku zaczęliśmy grać w sposób trochę zorganizowany w Kolejarzu. Spotykaliśmy się na boisku koło gazowni i tak się zaczęło. Wszystko robione było po amatorsku".         

We wczesnym okresie angażował się w różne działania sportowe. Zajmował się między innymi kolarstwem, lekkoatletyką, koszykówką, jednak największą jego pasją była piłka nożna, z którą związał całe swoje życie. Grał w piłkę ("szmaciankę") jeszcze przed wojną i w okresie okupacji (również w Korszach na robotach z francuskimi jeńcami). Przed wywózką do Korsz zapisał w notatniku (27 czerwca 1942 r.)         
„Po obiedzie byłem na mieście spotkałem kolegę i zaprosił mnie na mecz graliśmy z.. w..”

### Piłkarz
Pierwszy mecz w KKS Ełk rozegrał już 01.05.1946 r. z Wojskowym Klubem Sportowym „Mazur” Ełk. 14.07.1946 r. strzelił 3 bramki w meczu z KS „Warmia” Grajewo (3:0) W spotkaniu inaugurującym odnowienie przedwojennego boiska przy ul. Sportowej (nad rzeką). 1 września 1946 r. zagrał wraz z KKS Ełk  pierwszy mecz  ligowy o wejście do A-klasy, która w tym czasie była najwyższą klasę rozgrywek w województwie białostockim.  KKS Ełk zakwalifikował się do A-klasy. Stefan Marcinkiewicz grał w A-klasie do końca lat 40. W 1950 r. klub zmienił nazwę i stał się zawodnikiem Zrzeszenia Sportowego „Kolejarz”.

### Trener
1 czerwca 1952 r. zadebiutował jako grający trener Kolejarza Ełk, w tym samym roku został również kierownikiem sekcji piłkarskiej klubu. W 1953 r. ukończył kurs instruktorski w Wałczu prowadzony przez trenera reprezentacji Polski Ryszarda Koncewicza i uzyskał uprawnienia trenera.  W 1953 r. „Kolejarz” Ełk zwycięża w A-klasie oraz dochodzi do wojewódzkiego finału Pucharu Polski, gdzie przegrywa z Gwardią Białystok 3:4. W roku 1954 Stefan Marcinkiewicz jako zawodnik i trener staje się współautorem zwycięstwa "Kolejarza" Ełk w A-klasie i historycznego awansu do III ligi. 20.03.1955 Stefan Marcinkiewicz jako zawodnik "Kolejarza" Ełk rozegrał pierwszy mecz w III lidze: Kolejarz Ełk – AZS AWF Warszawa (2:2). W latach 1956–1958 r. S. Marcinkiewicz ponownie jest trenerem ełckiego klubu, który w 1955 r. znów zmienia nazwę na: Kolejowy Klub Sportowy „Mazur” Ełk. W 1956 r. Stefan Marcinkiewicz kończy karierę zawodniczą. Z danych zebranych przez kronikarza "Mazura" Ełk Andrzeja Janickiego, wynika, że rozegrał przynajmniej 121 ligowych meczów. W latach 1961–1968 zostaje etatowym szkoleniowcem "Mazura" Ełk, który odnosi w tym czasie swoje największe sukcesy. Cztery razy z rzędu w latach 1961-1965 wygrywa ligę okręgową i walczy o drugą ligę. Ogólnie w okresie prowadzenia drużyny przez trenera S. Marcinkiewicza  w latach 60. XX wieku "Mazur" Ełk 5 razy zwycięża w lidze i czterokrotnie zdobywa Puchar Polski na szczeblu wojewódzkim (1962, 1965, 1967, 1968). Po złotym okresie lat 60. XX wieku Stefan Marcinkiewicz parokrotnie wraca na ławkę trenerską drużyny seniorów. Ostatni raz, w zastępstwie w sezonie 1993/94, w meczu III ligi. W sumie S. Marcinkiewicz prowadził pierwszą drużynę w 338 meczach. Z zestawień Jerzego Górko wynika, że Stefan Marcinkiewicz zdobył jako trener najwięcej tytułów mistrza okręgu/województwa (łącznie 7 tytułów w sezonach 1953-1966/67). Pozostaje dotychczas najbardziej utytułowanym trenerem w tej klasie rozgrywek w regionie. Jednak jego najdłuższy epizod trenerski wiąże się z pracą z dziećmi i młodzieżą. Jego sportowa działalność trwała nieprzerwanie przez 56 lat. Zasłużył na miano zawodnika, organizatora, trenera, przyjaciela i wychowawcy młodzieży, który całe swoje życie, serce i duszę oddał najpopularniejszemu sportowi w Ełku.

### Wychowankowie
Wychował kilka pokoleń ełckich piłkarzy, prowadził drużyny juniorów i trampkarzy, jego wychowankami byli m.in. Andrzej Zgutczyński, Dariusz Zgutczyński czy Paweł Sobolewski. Jak napisał Grzegorz Szerszenowicz w "Gazecie Współczesnej":        
"Nie było i nie ma w Ełku piłkarza, który wcześniej czy później nie przeszedł przez trenerskie ręce Stefana Marcinkiewicza, Jędrzej Dawidowski, Andrzej Zientarski, Janusz Duchnowski, Andrzej Zgutczyński, Mirosław Abramowicz, Mieczysław Chrzanowski czy Andrzej Romańczuk są przykładami wybranymi z setek" (maj 2003).        

## Odznaczenia i wyróżnienia
- Krzyż Zasługi
- Medal 40-lecia Polski Ludowej
- Odznaka „Za Zasługi dla Województwa Suwalskiego” (dwukrotnie)
- Odznaka "Przodujący kolejarz"
- Złoty medal PZPN "Za wybitne osiągnięcia w rozwoju piłki nożnej"
- Brązowy medal PZPN "Za wybitne osiągnięcia w rozwoju piłki nożnej"

- Złota odznaka "Zasłużony Działacz Kultury Fizycznej"
- Srebrna odznaka "Zasłużony Działacz Kultury Fizycznej"
- Odznaka 100 lat Sportu Polskiego 1867-1967
- Odznaka 40 lat Okręgowego Związku Piłki Nożnej w Białymstoku 1929-1969
- Medal 75-lecia Polskiego Związku Piłki Nożnej
- I miejsce w plebiscycie na "Najpopularniejszych trenerów piłki nożnej" OZPN w Suwałkach w latach 1976-1996
- Złota odznaka honorowa Podlaskiego Związku Piłki Nożnej
- Medal 10 lat Towarzystwa Miłośników Ełku
- Medal 15 lat Towarzystwa Miłośników Ełku

## Upamiętnienie
- Przez kilka lat odbywał się w okolicach Ełku "Turniej piłki nożnej imienia Stefana Marcinkiewicza" organizowany przez Stowarzyszenie Buczki – Szeligi[15].

- W 2013 roku kibice "Mazura" Ełk przygotowali okolicznościowy szalik upamiętniający Stefana Marcinkiewicza.
- Jako jeden ze sportowców zaprezentowany został na wystawie "Sport w powojennym Ełku 1945-1956" w Muzeum Historycznym w Ełku przygotowanej przez jego wnuka Stefana Michała Marcinkiewicza[16].
- Tuż po śmierci S. Marcinkiewicza działacze, sympatycy i kibice "Mazura" Ełk podjęli starania o nazwanie ełckiego stadionu imieniem "trenera Stefana Marcinkiewicza"[17].  24 kwietnia 2019 roku Stadion Miejski w Ełku, wcześniej Stadion 1000-Lecia Państwa Polskiego, przyjął nazwę Stadion Miejski w Ełku im. Stefana Marcinkiewicza[18]. W październiku 2019 roku na budynku zawisła pamiątkowa tablica, a przy wejściu do stadionu znajduje się tablica informacyjna na temat patrona[19].

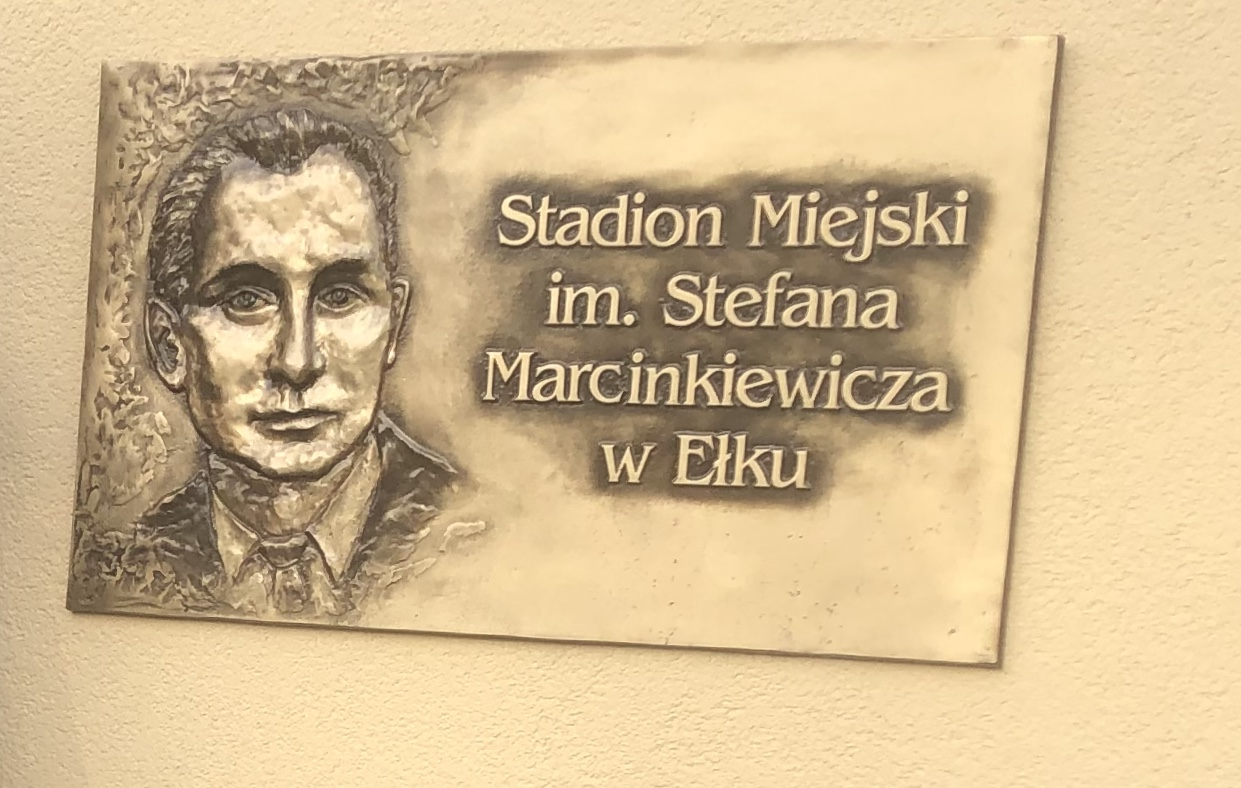
Pamiątkowa tablica przy wejściu na trybuny Stadionu Miejskiego w Ełku im. Stefana Marcinkiewicza w Ełku